# جک ویلیامسون

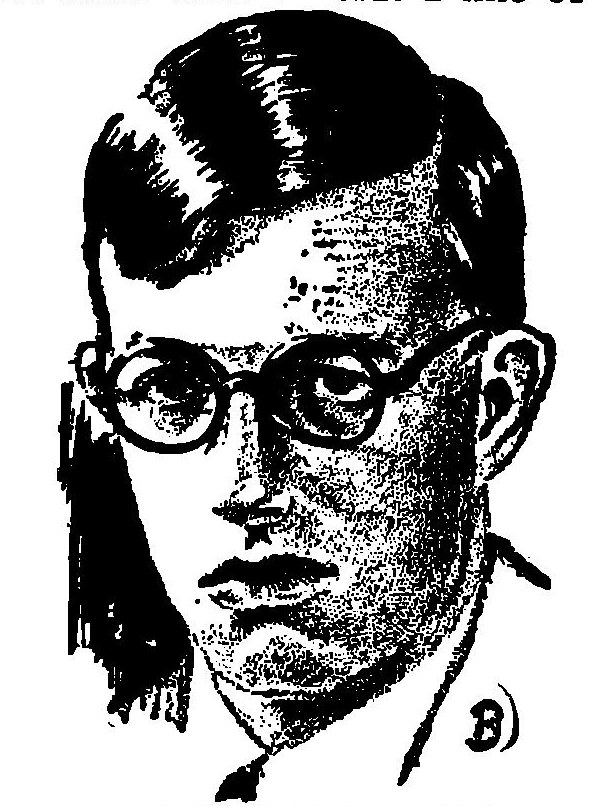

 جک ویلیامسون (انگلیسی: Jack Williamson؛ ۲۹ آوریل ۱۹۰۸ – ۱۰ نوامبر ۲۰۰۶) یک نویسنده اهل ایالات متحده آمریکا بود.

## زندگینامه
جک ویلیامسون بزرگترین نویسنده داستان‌های علمی- تخیلی دهه هفتاد میلادی در روز ۲۹ آوریل سال ۱۹۰۸ دیده به جهان گشود. وی پس از رابرت هاین‌لاین دومین نفری بود که عنوان استاد بزرگ داستان‌های علمی تخیلی را از آن خود کرد. وی نوامبر ۲۰۰۶ دیده از جهان فروبست. دختری از مریخ، سنگی از ستاره سبز و دختر سبز از آثار این نویسنده است.